# Фурлонг, Оскар
Оскар Альберто Фурлонг (исп. Oscar Alberto Furlong; 22 октября 1927, Буэнос-Айрес — 11 июня 2018) — аргентинский баскетболист.

## Биография
В 1950 году в составе сборной Аргентины выиграл первый в истории чемпионат мира по баскетболу и стал его самым ценным игроком, также выступал на Олимпийских играх 1948 и 1952 годов, а в 1953 году стал чемпионом летней Универсиады. При росте 188 сантиметров Фурлонг играл на позициях центрового и тяжёлого форварда. В составе клуба «Химнасия» Фурлонг шесть раз становился чемпионом любительской лиги Буэнос-Айреса, три года проучился в Южной Методистском Университете в Далласе, играл в студенческом чемпионате США, откуда перенял бросок в прыжке, благодаря ему распространившийся и среди аргентинских баскетболистов. В 2007 году принят в Зал славы ФИБА.